# Onufrie Berezovski
Onufrie Berezovski (în ucraineană Онуфрій Березовський și în rusă Онуфрий Березовский; n. 5 noiembrie 1944, satul Vilaucea, raionul Vijnița, regiunea Cernăuți, RSS Ucraineană) este un cleric ortodox din Ucraina, din 1992 episcop, iar din 2000 arhiepiscop și mitropolit al Cernăuților și Bucovinei, în cadrul Bisericii Ortodoxe Ucrainene (Patriarhia Moscovei). În anul 2014, după fuga președintelui prorus Viktor Ianukovici și internarea în spital a mitropolitului Vladimir Sabodan, mitropolitul Onufrie a fost ales ca întâistătător al Bisericii Ortodoxe Ucrainene care, din 2022, nu mai este afiliată Patriarhiei Moscovei.

## Biografie
Onufrie Berezovski s-a născut la data de 5 noiembrie 1944, în satul Vilaucea (Coritnoe) din raionul Vășcăuți (astăzi în raionul Vijnița) din regiunea Cernăuți) (RSS Ucraineană), în familia unui preot. A primit la naștere numele Orest Vladimirovici. După absolvirea școlii secundare în anul 1961, a studiat la Școala Tehnică din Cernăuți (1962-1964), la finalizarea căreia a lucrat într-o companie de construcții timp de cinci ani. În anul 1966 a devenit student la Facultatea Tehnică din cadrul Universității din Cernăuți. În 1969, după finalizarea anului III la Facultatea Tehnică, a intrat în anul II de studii la Seminarul Teologic din Moscova.
Începând din anul 1970 a viețuit ca monah în Lavra Troița Serghieva din orașul Serghiev Posad (aflat la circa 90 km nord-est de Moscova pe drumul spre Iaroslavl), unde în paralel cu studiile, a avut mai multe ascultări (a cântat în corul mănăstirii, a vândut lumânări, a făcut parte din conducerea mănăstirii). Timp de 18 ani a trăit acolo ca monah ortodox și lider spiritual. În 1973 a fost decorat cu crucea cu podoabe.
A fost tuns în monahism la data de 18 martie 1971 cu numele de Onufrie (în memoria Cuviosului Onufrie Egipteanul, prăznuit în fiecare an la 12/25 iunie). Este hirotonit ca ierodiacon la 20 iunie 1971 de către arhiepiscopul Filaret Vakromeev de Dmitrov, vicar al Eparhiei Moscovei și rector al Seminarului și Academiei Teologice din Moscova (actualmente mitropolit de Minsk și Slutsk) și ca ieromonah la 29 mai 1972 de către arhiepiscopul Serghie Golubțov (d. 1982), care s-a retras apoi la Lavra Troița Serghieva.
Ieromonahul Onufrie a fost ridicat în 1980 la rangul de egumen, fiind numit la 28 august 1984 ca paroh al Bisericii „Schimbarea la Față” al metocului atonit din satul Lukino, raionul Peredelkino (regiunea Moscova). La data de 28 iunie 1985 este ales ca blagocin (stareț) al Lavrei Troița Serghieva, fiind hirotesit ca arhimandrit la 25 decembrie 1986, de sărbătoarea Nașterii Domnului.
În anul 1988, arhimandritul Onufrie a absolvit cursurile Academiei Teologice din Moscova, absolvind cu titlul de candidat în teologie, prin susținerea tezei cu tema Serviciul pastoral al Sfântului Iov, egumenul Mănăstirii Lavra Poceaev. Odată cu absolvirea Academiei Teologice din Moscova, este transferat la 20 iulie 1988 ca locțiitor al starețului Mănăstirii Lavra Poceaev (din Ucraina de Vest), slujind acolo până în noiembrie 1990.

## Mitropolit al Cernăuților și Bucovinei
Prin hotărârea Sf. Sinod al Bisericii Ortodoxe Ucrainene din 24 noiembrie 1990, arhimandritul Onufrie Berezovski a fost numit în funcția de episcop al Cernăuților și Bucovinei. A fost hirotonit întru arhiereu la data de 9 decembrie 1990 în Catedrala „Sf. Vladimir” din Kiev.
La data de 22 ianuarie 1992 a refuzat să semneze scrisoarea Sinodului Episcopal al Bisericii Ortodoxe Ucrainene adresată către patriarhul Alexei al II-lea al Moscovei și al întregii Rusii, în care se cerea acordarea autocefaliei Bisericii Ortodoxe din Ucraina. Ca urmare a acestui fapt, la 23 ianuarie același an, mitropolitul primat Filaret Denisenko (ulterior patriarh al Bisericii Ortodoxe Ucrainene (Patriarhia Kievului)) l-a transferat în eparhia de Ivano-Frankivsk. A fost restabilit în scaunul de episcop de Cernăuți la 7 aprilie 1992.
Onufrie Berezovski a fost ridicat la rangul de arhiepiscop la 28 iulie 1994 și numit ca membru permanent al Sf. Sinod al Bisericii Ortodoxe Ucrainene (Patriarhia Moscovei). A fost ridicat apoi la rangul de mitropolit la data de 22 noiembrie 2000. Din anul 2007 mitropolitul Onufrie este și președinte al Comisiei Canonice a Sinodului Ucrainean.
Teritoriul Episcopiei de Cernăuți și Bucovina coincide cu cel al regiunii Cernăuți. Episcopia are sub oblăduirea sa o populație de 960.000 de credincioși ortodocși din întreaga regiune, din care 260.000 locuiesc în Cernăuți, iar restul în sate și comune.

## Realizări în cadrul Eparhiei Cernăuților
Mitropolitul Onufrie conduce Eparhia Cernăuților din decembrie 1990. Perioada arhipăstoririi sale se remarcă prin următoarele realizări :
- au fost restaurate toate cele 120 de parohii desființate de către regimul sovietic
- Catedrala Pogorârea Sfântului Duh din Cernăuți a redevenit lăcaș de cult, iar inscripția de pe frontispiciu în limba română (dată jos în timpul regimului sovietic), a fost refăcută
- au fost înființate 70 noi parohii
- s-au câștigat în instanță alte parohii de la comunitățile schismatice
- au fost înființate capele în închisorile din Cernăuți și Secureni
- IPS Onufrie a hirotonit 270 de noi preoți și a tuns în monahism 87 frați
- au fost restaurate cele patru mănăstiri existente: Mănăstirea „Nașterea Domnului - Horecea” din Cernăuți, desființată de austrieci în secolul al XVII-lea; Mănăstirea „Sf. Ioan Teologul” din Crișceatec, închisă de sovietici; Mănăstirea „Intrarea în biserică a Maicii Domnului” din cadrul complexului mitropolitan din Cernăuți și Mănăstirea „Peșterea Sf. Nicolae” din Neporotova.
- au fost înființate 8 noi mănăstiri, inclusiv Mănăstirea „Înălțarea Domnului” din Bănceni, cu un orfelinat pentru 150 copii
- în perioada păstoririi sale, mănăstirile și bisericile s-au implicat activ în activitatea social-caritabilă
- s-a înființat în anul 2000 Institutul Teologic Ortodox din Cernăuți
- s-a ridicat pe terenul din jurul Catedralei monumentul în memoria primului mitropolit al Bucovinei, Eugenie Hacman
- s-a intensificat activitatea misionară și de pelerinaj

## Relațiile cu Biserica Ortodoxă Română
Mitropolitul Onufie este născut pe pământ românesc, în Bucovina,  și i-a ajutat pe clericii români care cer cu insistență, conform drepturilor fundamentale ale omului și comunităților etnice, oficierea serviciului religios în limba maternă . În prezent, în regiunea Cernăuți își desfășoară activitatea peste 110 parohii ortodoxe românești, aflate sub jurisdicția canonică a Mitropoliei ucrainene de la Cernăuți.
De asemenea, după afirmațiile lui Ștefan Rotaru, membru al Societății pentru Cultură și Literatură Română din Bucovina, preoții și enoriașii ortodocși români duc lipsă de cărți bisericești, obiecte de cult, literatură laică în limba maternă pentru copiii români care frecventează școlile duminicale (înființate și întreținute de parohiile românești), precum și de bani pentru renovarea lăcașelor de cult. 
Mitropolitul Onufrie a condus delegația Patriarhiei Moscovei la întâlnirea cu delegații Patriarhiei Române, întâlnire care a avut loc la data de 22 noiembrie 2007, la Mănăstirea Troian din Bulgaria. Întâlnirea respectivă a avut loc ca urmare a reactivării de către Mitropolia Autonomă a Basarabiei a unor eparhii existente până în anul 1944, forțate să-și suspende activitatea odată cu ocuparea Basarabiei de către Armata Sovietică. Cele două delegații au convenit asupra necesității cooperării frățești și continuării dialogului atât pe plan local, între cele două mitropolii existente în Republica Moldova, cât și între cele două patriarhii ortodoxe surori care trebuie să ajute ortodoxia din acest stat independent să-și dezvolte activitatea sa misionară și pastorală într-o vreme a secularizării și a proliferării sectelor.
Mitropolitul Onufrie Berezovski vorbește limba română.

## Distincții
De-a lungul timpului, mitropolitul Onufrie Berezovski a fost distins cu următoarele ordine:
- Ordinul „Sf. Cneaz Vladimir, cel întocmai cu apostolii”, clasa a III-a (1988)
- Ordinul „Nașterea Domnului - 2000”, clasa I (2000)
- Ordinul „Sf. Inochentie, mitropolitul Moscovei și Kolomnei”, clasa I (2003) - acordat de Biserica Ortodoxă din America
- Ordinul „Sf. Cneaz Vladimir, cel întocmai cu apostolii”, clasa a III-a (2004)
- Ordinul „Cuviosul Nestor Cronicarul”, clasa I (2004)

## Opinii

### Despre credincioșii din Bucovina
„(...) Am avut noroc, oamenii sunt în marea lor majoritate credincioși: vin singuri la biserică, își aduc copiii la slujbe. Este plăcut. Este o tradiție care s-a păstrat din timpuri de dinainte de revoluție. Aici dintotdeauna au trăit oameni cu credință în suflet: ruși, ucraineni, români, moldoveni, georgieni, armeni și alții. Credința ortodoxă este dominantă, deși trăiesc mulți polonezi.”—Onufrie Berezovski

### Referitoare la ruperea Bisericii Ucrainene dePatriarhia Moscovei
„Un asemenea pericol vine din partea presedintelui (Victor Iușcenko n.n.). El insistă activ ca toate bisericile ucrainene să se unească, să se rupă de Moscova. Dar asta e politică. Noi nu ne putem rupe, avem cu Moscova, ca de alfel cu toată lumea ortodoxă, propriile noastre canoane comune, regulile noastre comune. În Biserică pot exista diviziuni, dar motivele apariției lor trebuie să fie de ordin spiritual, nu politic. Dacă o parte a Bisericii cade în eroare, chiar dacă nu îmi place, chiar dacă nu vreau să mă desprind de ea, dar trebuie să mă rup, trebuie să plec.

Rusia nu a fost niciodată dependentă din punct de vedere politic de Constantinopol, a fost mereu indepedentă, dar 600 de ani s-a aflat sub omoforul Patriarhului Constantinopolului. Și numai când a devenit clar că poziția Constantinopolului este greșită, că a stabilit contacte cu catolicii, numai atunci Biserica Rusă s-a depărtat de Constatinopol, și-a ales propriul Întâistătător. A fost unicul motiv. În realitate, politicienii ar trebui să meargă după Biserică, nu Biserica după politicieni.”—Onufrie Berezovski

### Referitoare la relațiile cuBiserica Ortodoxă Română
„Cu oamenii, cu poporul (român n.n.), relațiile sunt bune, dar cu Biserica oficială relațiile sunt tensionate, pentru că Biserica Română a primit pe unul din episcopii Bisericii noastre căruia i se interzisese să slujească în urmă cu zece ani. Este episcopul Petru Păduraru. De atunci, relațiile noastre au devenit încordate. Până atunci, noi mergeam la ei, ei veneau la noi să slujească. Acum nu mai e așa. Și e anormal: dacă ei vor interzice, iar noi vom renunța la interdicții, și invers, se va ajunge la un fel de anarhie, care nu poate conduce la nici un fel de perfecționare spirituală, ci doar va împinge spre păcat. La nivelul preoției - ei vin la noi, noi ne ducem la ei, dar la nivelul episcopatului - eu acolo nu merg și nici episcopii români nu sunt invitați aici. Episcopii noștri trebuie să respecte ordinea bisericească.”—Onufrie Berezovski